# Idris obscurans
Idris obscurans är en stekelart som beskrevs av Kononova och Pyotr N.Petrov 2001. Idris obscurans ingår i släktet Idris och familjen Scelionidae. Inga underarter finns listade i Catalogue of Life.